# Lejkouch karaibski
Lejkouch karaibski, lejkouch żółtawy (Natalus stramineus) – gatunek ssaka z rodziny lejkouchowatych (Natalidae).

## Taksonomia
Gatunek po raz pierwszy zgodnie z zasadami nazewnictwa binominalnego opisał w 1838 roku angielski zoolog John Edward Gray nadając mu nazwę Natalus stramineus. Holotyp pochodził z obszaru od wyspy Anguilla do wyspy Montserrat, w północnej części Małych Antyli.
Autorzy Illustrated Checklist of the Mammals of the World uznają ten gatunek za monotypowy.

### Etymologia
- Natalus: etymologia niejasna, Gray nie wyjaśnił pochodzenia nazwy rodzajowej[8]; być może nazwa pochodzi od łac. natalis „miejsce urodzenia” w aluzji do nieznanego pochodzenia lub „miejsca narodzin” tego taksonu. Niektórzy autorzy sugerują również, że nazwa odnosi się neotenicznego aspektu tego nietoperza[9].
- stramineus: nowołac. stramineus „słomkowożółty”, od łac. stramineus „ze słomy”, od stramen, straminis „słoma”, od sternere „posypać”[10].

## Zasięg występowania
Lejkouch karaibski występuje na Małych Antylach na północ od Saint Lucia Channel (Anguilla, Saba, Nevis, Barbuda, Antigua, Montserrat, Gwadelupa, Marie-Galante, Dominika i Martynika).

## Morfologia
Długość ucha 14,6–17,5 mm, długość przedramienia samic 36,9–41,2 mm, samców 37,8–41,9 mm; masa ciała samic 4,6–5,3 g, samców 4,9–5,2 g.

## Ekologia

### Tryb życia
Lejkouchy żółtawe śpią w dziuplach lub sztolniach kopalnianych, zwykle w grupkach liczących około 12 osobników, ale zdarza się również w większych zgrupowaniach. Wieczorem polują na powoli latające owady. Potrafią bardzo szybko ruszać skrzydłami, a ich lot przypomina lot motyla.

### Rozmnażanie
Rozmnażanie tego nietoperza nie jest związane z żadną porą roku. Samce i samice na krótko przed porodem rozdzielają się.